# بوابة الحشاشين: أمريكا في العراق
بوابة الحشاشين: أمريكا في العراق (بالإنجليزية: The Assassins' Gate: America in Iraq)‏ هو كتاب واقعي يشرح بالتفصيل الغزو الأمريكي للعراق عام 2003 وعواقبه من تأليف الصحفي الأمريكي جورج باكر، المعروف بكتاباته في مجلة نيو يوركر، نشرت العمل شركة  فرار، وستراوس وغيروكس  [الإنجليزية] في عام 2005. صرح باكر أن المشروع برمته أصبح عبارة عن فوضى فاشلة مع المسؤولين الأمريكيين في إدارة جورج دبليو بوش الذين كانوا ينتقون المعلومات الاستخبارية لدعم مواقفهم، فضلاً عن عدم قدرتهم على الاستجابة للقضايا العسكرية مثل عدم كفاية القوات والدروع والإمدادات.
ظهرت المراجعات الإيجابية في مجموعة متنوعة من المنشورات مثل نيويورك تايمز وسان فرانسيسكو كرونيكل، وأوصى نادي الصحافة الخارجية [الإنجليزية] به. وصل الكتاب أيضًا إلى نهائيات جائزة بوليتزر لعام 2006 [الإنجليزية] وفاز بجائزة هيلين بيرنشتاين [الإنجليزية] للكتاب التي تقدمها مكتبة نيويورك العامة للتميز في الصحافة في عام 2006.